# Prostějovičky
Prostějovičky település Csehországban, a Prostějovi járásban. Prostějovičky Myslejovice, Krumsín és Březina településekkel határos. Lakosainak száma 316 fő (2024. január 1.).

## Népesség
A település lakosságának változását az alábbi diagram mutatja:
| Lakosok száma | 276  | 342  | 370  | 334  | 281  | 277  | 285  | 304  | 306  | 316  |
|               | 1869 | 1900 | 1921 | 1961 | 1980 | 2011 | 2016 | 2019 | 2021 | 2024 |